# Piscina Romano
La Piscina Romano è una struttura sportiva scoperta sita a Milano, in via Giuseppe Ponzio e ingresso in via Zanoia. inaugurata il 28 luglio 1929, è intitolata al ginnasta italiano Guido Romano, vincitore della medaglia d'oro ai Giochi olimpici di Stoccolma 1912.

## Storia

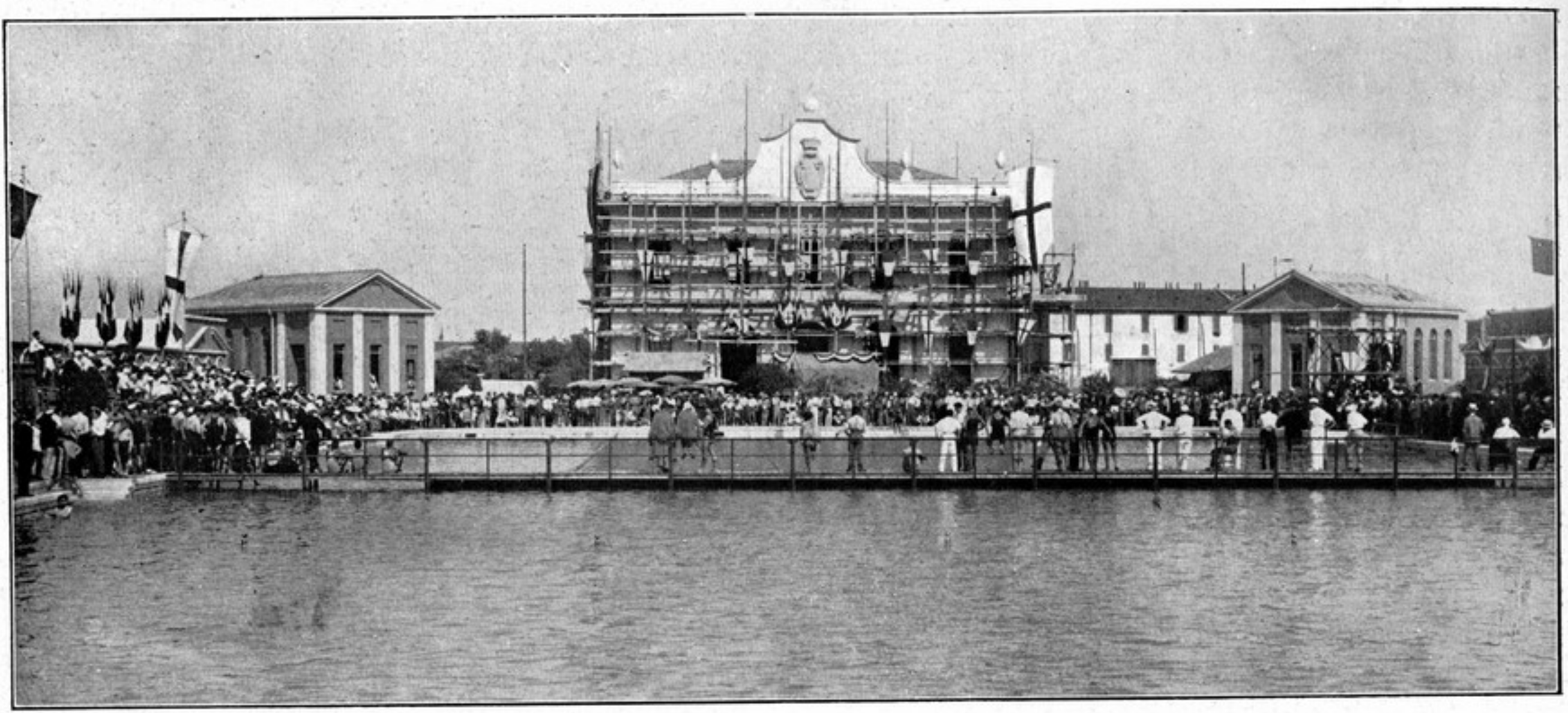
La piscina nel 1929, il giorno dell'inaugurazione.

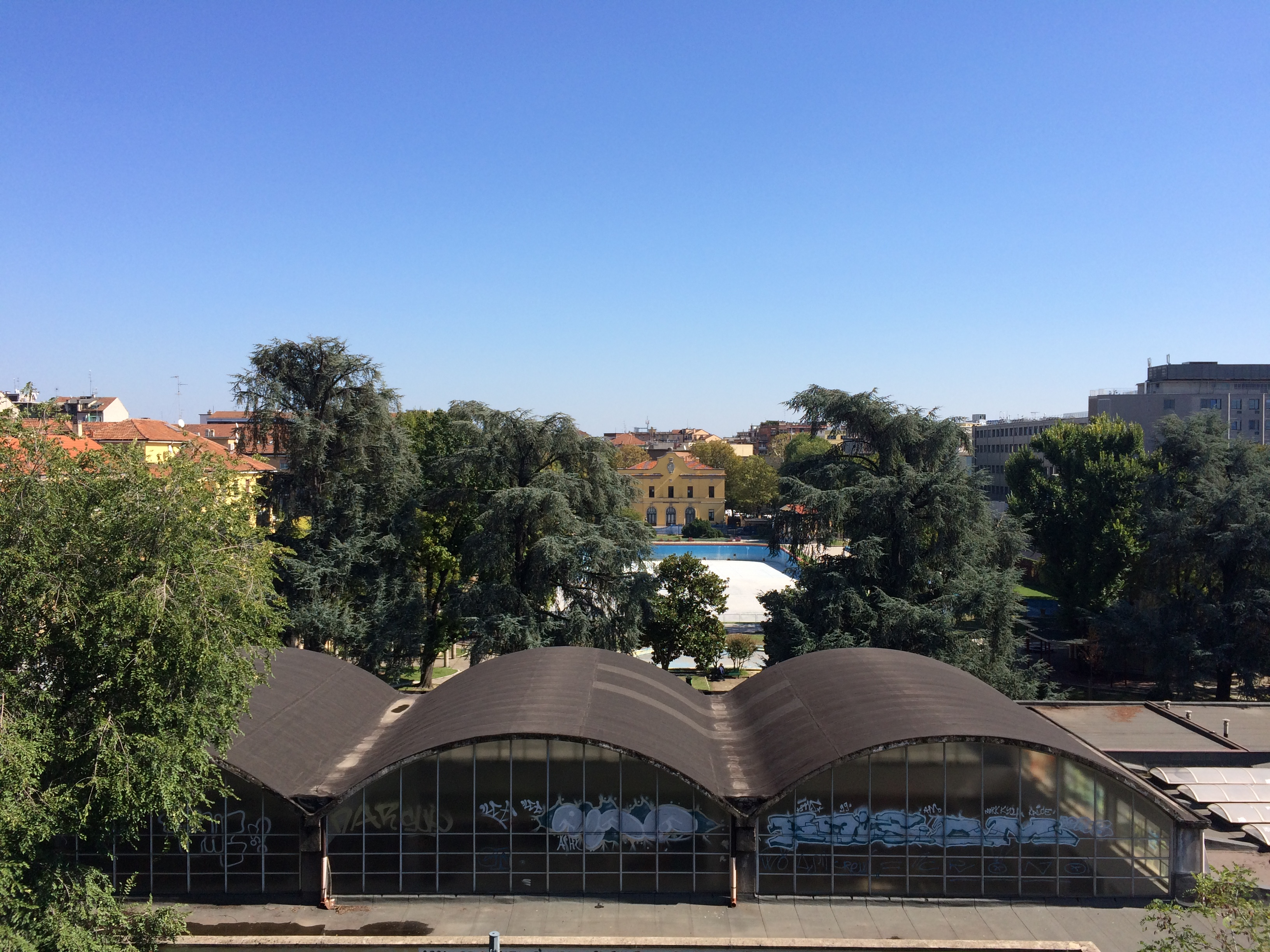
Veduta dall'alto nel 2017.

La piscina fu edificata dal gennaio al luglio 1929 per opera dell'ingegnere e architetto Luigi Lorenzo Secchi (1899-1992). La costruzione costò non più di un milione di lire dell'epoca e faceva parte di un più ampio programma che prevedeva la realizzazione di altre due piscine cittadine, una invernale ed una estiva.
Il complesso originariamente era costituito da un elegante edificio centrale (oggi non più appartenente al complesso), che era l'accesso originale dell'impianto su via Ponzio, due corpi laterali simmetrici, dalle facciate con timpano marcate da riquadrature e lesene, in cui v'erano camerini adibiti a spogliatoi e dalla piscina.
Il bacino fu edificato di forma rettangolare, lungo 100 metri e largo 40, con una superficie di 4000 metri quadrati e prevedeva di poter ospitare contemporaneamente 1500 persone. La forma rettangolare fu adottata perché ritenuta migliore per l'utilizzazione dello spazio dell'acqua. Gli angoli vennero arrotondati per evitare punti morti in cui l'acqua potesse stagnare. La profondità variava da 50 centimetri a 3 metri e l'acqua era prelevata direttamente dal sottosuolo ove furono realizzati 4 pozzi.
Il giorno dell'inaugurazione, avvenuta il 28 luglio 1929, ci fu una cerimonia in cui il podestà di Milano Giuseppe De Capitani d'Arzago tenne un discorso, al termine del quale si disputarono delle gare di nuoto. I bagnanti potevano accedere alla piscina per fare il bagno corrispondendo 2 lire. Con cinquanta centesimi in più si poteva accedere alle docce calde.
La palazzina centrale nel tempo è stata alienata ed attualmente vi ha sede il comando di Polizia Locale della zona Città Studi. I due padiglioni laterali sono oggi adibiti a docce e servizi igienici.
L'ingresso attuale si trova in una bassa palazzina realizzata nel 1934 in stile razionalista, a uso di spogliatoio a rotazione, con la facciata principale prospettante su via Ampère. Da essa si accede al vasto parco, contenente una bassa vasca rotonda destinata ai bambini, e la vastissima vasca rettangolare destinata agli adulti, dalla profondità crescente.